# Paříž 36
Paříž 36 (Faubourg 36, tj. Předměstí 36) je francouzsko-německo-český hraný film z roku 2008, který režíroval Christophe Barratier podle vlastního scénáře. Film, který se natáčel v Praze, popisuje osudy nezaměstnaných herců na pařížském předměstí v roce 1936. Snímek měl světovou premiéru na Mezinárodním filmovém festivalu v Torontu 6. září 2008, v ČR vyšel na DVD v roce 2011.

## Děj
Film začíná silvestrovskou oslavou nového roku 1936 v kabaretu Chansonia, který se nachází v dělnické čtvrti na severovýchodním okraji Paříže. Kabaret z finančních důvodů zkrachuje, jeho majitelem se stává místní podnikatel Félix Galapiat a všichni zaměstnanci jsou propuštěni. Germaina Pigoila opustí jeho žena Viviane a on se sám stará o syna, který vydělává peníze hraním na akordeon. Když žena požádá o svěření syna do své péče, Germaina to zdrtí. V dubnu ve volbách do Národního shromáždění vítězí levicová Lidová fronta a Germain se pod vlivem politických změn rozhodne spolu s přáteli Milou a Jackym převzít násilím opuštěný kabaret Chansonii a v případě úspěchu jej odkoupit. Úspěch se ovšem nedostaví. Jedinou hvězdou podniku je mladá zpěvačka Douce, po jejímž odchodu podnik téměř zkrachuje. Skladatel Max, který již 20 let nevyšel ze svého bytu, a který psal písně pro její matku, ji však přemluví k návratu a věnuje jí skladby, které napsal v osamění. Douce se vrátí nejen kvůli kabaretu, ale i kvůli Milou, do kterého je zamilovaná. Germain Pigoil, ke kterému se vrátí jeho syn Jojo, napíše nový muzikál a Chansonia má velký úspěch. Majitel Félix Galapiat však žárlí na Milou a chce ho nechat odstranit, omylem je však zabit Jacky Jacquet. Germain Pigoil zastřelí Félixe Galapiata, za což je odsouzen na 10 let. Když se v roce 1946 vrací, najde kabaret pod názvem Faubourg 36, ve kterém má vyprodané představení jeho syn Jojo, ze kterého se stal slavný hráč na akordeon.

## Obsazení
| Gérard Jugnot            | Germain Pigoil          |
| Clovis Cornillac         | Émile „Milou“ Leibovich |
| Kad Merad                | Jacky Jacquet           |
| Nora Arnezederová        | Douce                   |
| Pierre Richard           | Max, „pan TSF“          |
| Bernard-Pierre Donnadieu | Félix Galapiat          |
| Maxence Perrin           | Jojo Pigoil             |
| François Morel           | Célestin                |
| Élisabeth Vitali         | Viviane Pigoil          |
| Éric Prat                | komisař Tortil          |
| Julien Courbey           | Mondain                 |

## Ocenění
- Nominace na cenu César v roce 2009:
  - Daniel Sobrino, Roman Dymny a Vincent Goujon za nejlepší zvuk
  - Reinhardt Wagner za nejlepší filmovou hudbu
  - Tom Stern za nejlepší kameru
  - Jean Rabasse za nejlepší výpravu
  - Carine Sarfati za nejlepší kostýmy
- Nominace na cenu Oscar v roce 2010:
  - skladba Loin de Paname (text Frank Thomas, hudba Reinhardt Wagner, interpret Nora Arnezederová) za nejlepší píseň